# Matias Laine

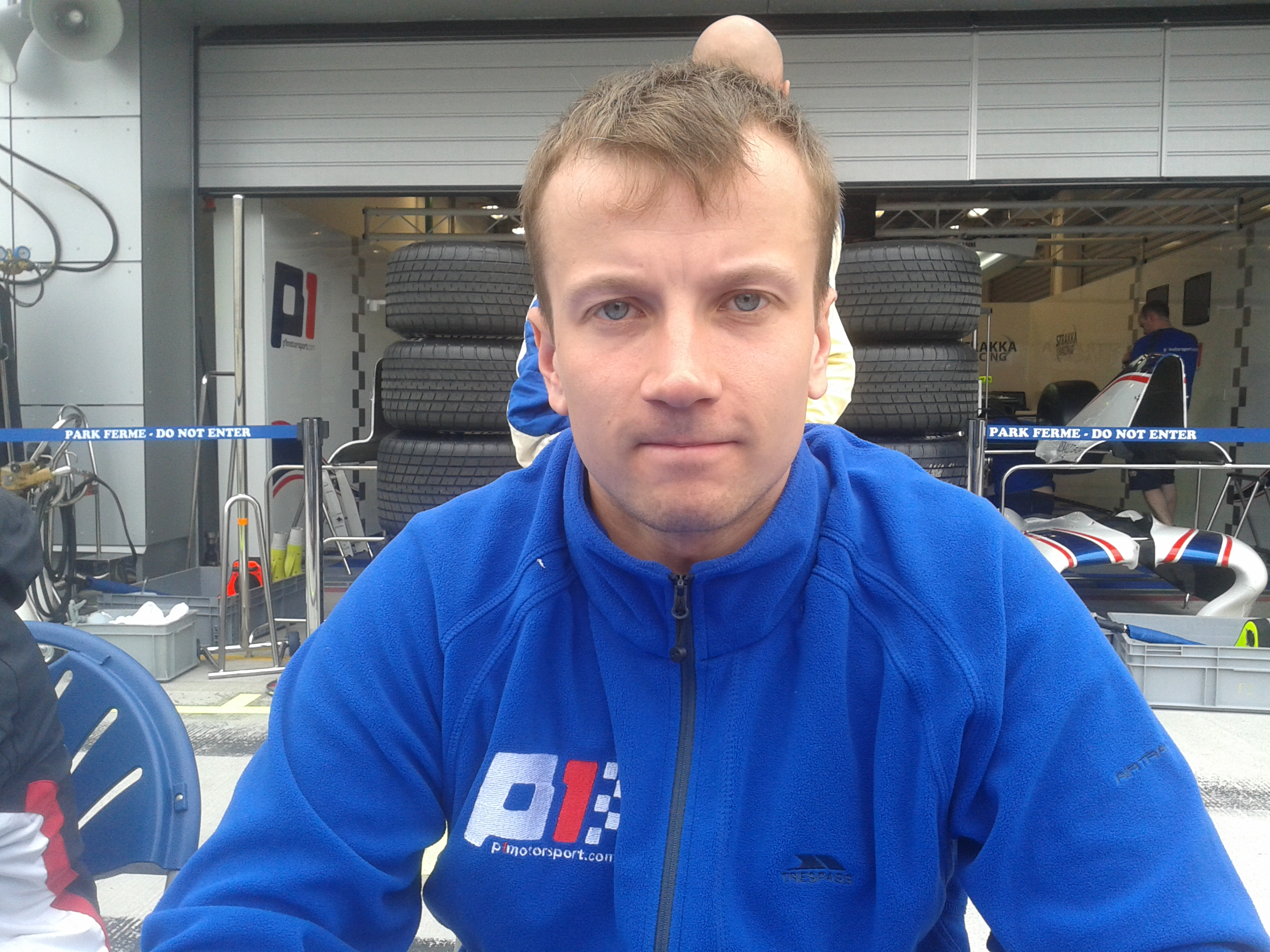
Matias Laine (2013)

Matias Laine (* 25. April 1990 in Joensuu) ist ein finnischer Automobilrennfahrer. Er trat 2013 und 2014 in der Formel Renault 3.5 an.

## Karriere
Laine begann seine Motorsportkarriere 2003 im Kartsport, in dem er bis 2008 aktiv war. Unter anderem gewann er 2005 die finnische ICA-Junioren-Kartmeisterschaft und 2007 die finnische Formel-A-Kartmeisterschaft. Nachdem er im Winter 2008 an zwei Formel-Renault-Wintermeisterschaften teilgenommen hatte, wechselte er 2009 in die britische Formel Renault. Laine beendete jedes der ersten zwölf Rennen in den Punkten und musste die Saison anschließend wegen einer Verletzung vorzeitig beendeten. In der Gesamtwertung belegte er den 14. Platz. Außerdem trat er zu vier Rennen im Formel Renault 2.0 Eurocup an.
2010 kehrte Laine in den Motorsport zurück und startete für den deutschen Rennstall Motopark Academy in der Formel-3-Euroserie. Er erzielte nur bei drei Rennen Punkte und belegte am Saisonende den 14. Gesamtrang. 2011 wechselte Laine zu Manor Racing in die GP3-Serie. Während seine Teamkollegen Adrian Quaife-Hobbs und Rio Haryanto Rennen gewannen, blieb Laine ohne Punkte. Die Saison beendete er auf dem 31. Platz im Gesamtklassement. 2012 absolvierte Laine für MW Arden seine zweite GP3-Saison. Er erzielte regelmäßig Punkte, gewann ein Rennen und stand insgesamt viermal auf dem Podest. Am Saisonende lag er auf dem fünften Platz in der Fahrerwertung, während sein Teamkollege Mitch Evans die Gesamtwertung für sich entschied und sein Teamkollege David Fumanelli Elfter wurde.

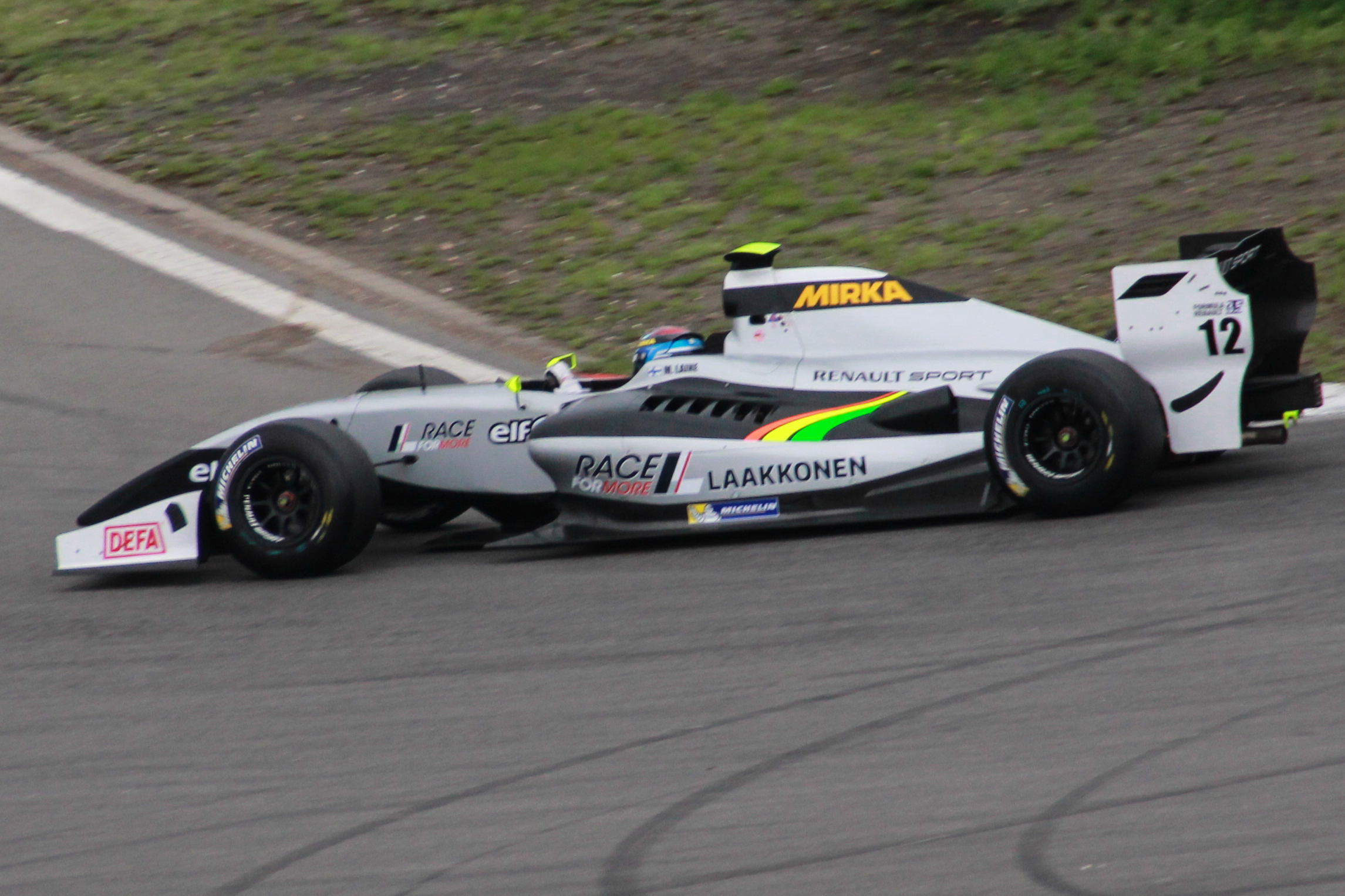
Matias Laine beim ersten Rennen der Formel Renault 3.5 auf dem Nürburgring 2014

2013 wechselte Laine in die Formel Renault 3.5 zu P1 Motorsport, die nach der ersten Veranstaltung von Strakka Racing übernommen wurden. Mit einem siebten Platz als bestem Resultat wurde er 23. in der Fahrerwertung. Mit 9 zu 148 Punkten unterlag er teamintern Will Stevens, der Gesamtvierter war. 2014 blieb Laine bei Strakka Racing in der Formel Renault 3.5. Mit einem vierten Platz als bestem Ergebnis verbesserte er sich auf Platz 13 im Gesamtklassement. Mit 39 zu 122 Punkten unterlag er intern erneut Stevens.

## Statistik

### Karrierestationen
| - 2003–2008: Kartsport - 2008: Britische Formel Renault, Winterserie (Platz 9) - 2008: Portugiesische Formel Renault, Winterserie (Platz 12) - 2009: Britische Formel Renault (Platz 14) | - 2009: Formel Renault 2.0 Eurocup (Platz 22) - 2010: Formel-3-Euroserie (Platz 14) - 2011: GP3-Serie (Platz 31) - 2012: GP3-Serie (Platz 5) | - 2013: Formel Renault 3.5 (Platz 23) - 2014: Formel Renault 3.5 (Platz 13) |

### Einzelergebnisse in der Formel Renault 3.5
| Jahr | Team                               | 1   | 2   | 3   | 4   | 5   | 6   | 7   | 8   | 9   | 10  | 11  | 12  | 13  | 14  | 15  | 16  | 17  | Punkte | Rang |
| ---- | ---------------------------------- | --- | --- | --- | --- | --- | --- | --- | --- | --- | --- | --- | --- | --- | --- | --- | --- | --- | ------ | ---- |
| 2013 | P1 Motorsport P1 by Strakka Racing | MNZ | MNZ | ALC | ALC | MON | SPA | SPA | MOS | MOS | SPI | SPI | HUN | HUN | LEC | LEC | CAT | CAT | 9      | 23.  |
| 2013 | P1 Motorsport P1 by Strakka Racing | 9   | DNF | 16  | 14  | 19  | 17  | 11  | 14  | 21  | DNF | 15  | 10  | 15  | DNF | 16  | 7   | 16  | 9      | 23.  |
| 2014 | Strakka Racing                     | MNZ | MNZ | ALC | ALC | MON | SPA | SPA | MOS | MOS | NÜR | NÜR | HUN | HUN | LEC | LEC | JRZ | JRZ | 39     | 13.  |
| 2014 | Strakka Racing                     | 10  | 12  | 19  | 14  | 13  | 4   | 7   | 8   | 7   | 6   | DNF | DNF | 13  | 9   | 17  | 11  | DNF | 39     | 13.  |